# Vrms
vrms (Virtual Richard M. Stallman、仮想リチャード・ストールマン) とは、Debianベースのシステムにおいて、現在インストールされているパッケージを分析し、その中でDebianの基準においてnon-free(非フリー)となる全てのパッケージを報告するプログラムである。Debianにおいては、配布は可能であるが、Debianフリーソフトウェアガイドライン(DFSG)に合致しないために公式のディストリビューションには含まれないソフトウェアは、non-freeのツリーに収録されている。
vrmsが利用可能な場合、'non-free'なプログラムがインストールされると、vrmsはなぜそれがnon-freeなのか説明を表示する。この説明は大抵、vrmsパッケージ自身に含まれるリストに由来するが、他のパッケージからの追加の説明も提供され得る。

## 歴史
vrmsはビーデール・ガービーとBill Geddesにより、Debian GNU/Linuxシステムのために作成された。これはDebianにおいて’non-free’なパッケージが入手可能であること、ならびにその望ましさを巡る問題に対するストールマンとの公開討論の結果生み出されたものである。パッケージにはいくらか物議を醸す点がある。なぜなら、vrmsはストールマンが当初討論で意図していた点とは異なり、Debianの定義に基づくfreeに従っているためである。実際、フリーソフトウェア財団はvrmsをFree System Distribution Guidelinesの中で重視する必要のないパッケージにリストアップしている。
2005年、Rogério Britoはvrmsパッケージが抱える状況の改善を試みた。すなわち、バグの洗い出しと修正、不可解なバグのDebianバグ追跡システムへの報告である。それから少し経って、メーリングリストの作成とDebianのサーバー群に含まれるAliothにホストされるSubversionレポジトリにソースコードを配置し、プロジェクトはより広範かつ共同での開発を進めるため動き出した。

## 実行例
オラクル(サン・マイクロシステムズ)が提供するJava Development Kit、RARファイル展開ツールunrarそしてVMware Playerがインストールされているシステムでvrmsを実行すると以下のように出力される。
```
               Non-free packages installed on localhost

sun-java5-bin             Sun Java(TM) Runtime Environment (JRE) 5.0
sun-java5-demo            Sun Java(TM) Development Kit (JDK) 5.0 demos and examp
sun-java5-jdk             Sun Java(TM) Development Kit (JDK) 5.0
sun-java5-jre             Sun Java(TM) Runtime Environment (JRE) 5.0
unrar                     Unarchiver for .rar files (non-free version)
  Reason: Modifications problematic
vmware-player             Free virtual machine player from VMware
vmware-player-kernel-modu vmware-player modules for Linux (kernel 2.6.17)

  7 non-free packages, 0.6% of 1218 installed packages.
```

non-free、および、それ自体はフリーであるが、non-freeなパッケージに依存するcontribに属するパッケージが一つもない場合は、RMSが褒め称える旨、メッセージが表示される。
```
No non-free or contrib packages installed on xxxxx!  rms would be proud.
```